# Stigmaeopsis takahashii
Stigmaeopsis takahashii är en spindeldjursart som beskrevs av Saito och Tamezo Mori botanist  2004. Stigmaeopsis takahashii ingår i släktet Stigmaeopsis och familjen Tetranychidae. Inga underarter finns listade i Catalogue of Life.